# Eileen Heckart
Eileen Heckart (Columbus, Ohio, 29 de març de 1919 - Norwalk, Connecticut, 31 de desembre de 2001) va ser una actriu de cinema estatunidenca, morta com a resultes d'un càncer. Fa l'essencial de la seva carrera a la televisió. És als crèdits de Gunsmoke i d'Alfred Hitchcock Presents el 1955, de The Fugitive el 1963, de Carrers de San Francisco el 1972 i de Little House on the Prairie el 1974.
Heckart va guanya l'oscar a la millor actriu secundària per la seva interpretació a Les papallones són lliures (1972), dirigida per Milton Katselas, adaptació cinematogràfica de l'obra de Leonard Gershe.

## Filmografia
| Any  | Pel·lícula                                             | Paper                 | Notes                                                                                    |
| ---- | ------------------------------------------------------ | --------------------- | ---------------------------------------------------------------------------------------- |
| 1956 | Miracle in the Rain                                    | Grace Ullman          |                                                                                          |
| 1956 | Somebody Up There Likes Me                             | Ma Barbella           |                                                                                          |
| 1956 | Bus Stop                                               | Vera                  |                                                                                          |
| 1956 | The Bad Seed                                           | Hortense Daigle       | Globus d'Or a la millor actriu secundària Nominada — Oscar a la millor actriu secundària |
| 1958 | Hot Spell                                              | Amiga d'Alma          |                                                                                          |
| 1959 | Casa de nines (A Doll's House)                         | Kristine Linde        |                                                                                          |
| 1960 | El pistoler de Cheyenne (Heller in Pink Tights)        | Mrs. Lorna Hathaway   |                                                                                          |
| 1967 | Escala prohibida (Up the Down Staircase)               | Henrietta Pastorfield |                                                                                          |
| 1968 | No Way to Treat a Lady                                 | Mrs. Brummel          |                                                                                          |
| 1969 | The Tree                                               | Sally Dunning         |                                                                                          |
| 1972 | Les papallones són lliures (Butterflies Are Free)      | Mrs. Baker            | Oscar a la millor actriu secundària                                                      |
| 1974 | Zandy's Bride                                          | Ma Allan              |                                                                                          |
| 1975 | The Hiding Place                                       | Katje                 |                                                                                          |
| 1976 | Burnt Offerings                                        | Roz Allardyce         |                                                                                          |
| 1986 | Seize the Day                                          | Dona 1 al funeral     |                                                                                          |
| 1986 | El sergent de ferro (Heartbreak Ridge)                 | Little Mary Jackson   |                                                                                          |
| 1994 | The 5 Mrs. Buchanans                                   | Emma Buchanan         |                                                                                          |
| 1996 | El club de les primeres esposes (The First Wives Club) | Catherine MacDuggan   |                                                                                          |